# Эмануэль, Майк
Майкл Са́ввас «Майк» Эма́нуэль (англ. Michael Savas «Mike» Emanuel; род. 10 декабря 1967, Нью-Йорк, Нью-Йорк, США) — греко-американский репортёр, главный корреспондент телеканала «Fox News» в Конгрессе США (с июля 2011 года) и корреспондент «Fox News» в Белом доме (2007—2011). Работал в бюро «Fox News» в Лос-Анджелесе (Калифорния), Далласе (Техас) и Вашингтоне (округ Колумбия). Член Ордена святого апостола Андрея (архонт ипомнематограф Вселенского Патриархата).

## Биография
Родился в греческой православной семье. Вырос в Уэстфилде (Нью-Джерси).
Окончил колледж Рутгерского университета (Нью-Брансуик, Нью-Джерси) со степенью бакалавра гуманитарных наук в области коммуникаций. Будучи диктором, вёл прямые спортивные репортажи на колледж-радио WRSU (88.7 FM).
До начала работы на «Fox News» работал тележурналистом, репортёром и ведущим на телеканалах KMID-TV (ABC 2) в агломерации Мидленд—Одесса (Техас) (1991—1993), KCEN-TV (NBC 6) в Уэйко (Техас) (1993—1994), KTBC-TV (FOX 7) в Остине (Техас) (1994—1996) и KCAL-TV (CBS 9) в Лос-Анджелесе (1996—1997).
С июля 1997 года — сотрудник телеканала «Fox News» в агломерации Даллас — Форт-Уорт. Национальный корреспондент «Fox News» в Лос-Анджелесе, Далласе и Вашингтоне. Корреспондент в Белом доме (март 2007 — июль 2011) и главный корреспондент на Капитолийском холме (с июля 2011 года).

## Личная жизнь
Женат, имеет двоих детей. Семья проживает в Вашингтоне.
Прихожанин греческой православной церкви.